# Spinivunus adumbratus
Spinivunus adumbratus is een hooiwagen uit de familie Gonyleptidae.